# کانتری اصیل
کانتری اصیل (به انگلیسی: Pure Country) یک فیلم وسترن، درام و موزیکال آمریکایی محصول سال ۱۹۹۲ به کارگردانی کریستوفر کین با بازی جرج استریت (در اولین بازیگری) لزلی ان وارن، ایزابل گلسر و کایل چندلر است.
این فیلم دو دنباله بنام کانتری اصیل ۲ (۲۰۱۰) و کانتری اصیل: قلب پاک (۲۰۱۷) دارد.

## تولید
این فیلم در سال ۱۹۹۱ در سراسر تگزاس فیلمبرداری شد.

## بازخوردها
این فیلم پس از اکران عمدتاً نقدهای منفی دریافت کرد، اما منتقدان به جنبه‌های خاصی از فیلم پاسخ مثبت دادند. امتیاز ۴۱٪ در راتن تومیتوز، بر اساس ۲۲ بررسی، با میانگین امتیاز ۴٫۷ از ۱۰ است.